# سفارة كوريا الجنوبية لدى البحرين
سفارة كوريا الجنوبية لدى البحرين هي البعثة الدبلوماسية لجمهورية كوريا الجنوبية لدى مملكة البحرين، وتقع بالعاصمة المنامة.